# Sirpa (Népal)
Pour les articles homonymes, voir Sirpa.
Sirpa (en népalais : सिर्प) est un comité de développement villageois du Népal situé dans le district de Rolpa. Au recensement de 2011, il comptait 7 038 habitants.